# Luca Rossi (historietista)
Luca Rossi (Verona, Italia, 27 de octubre de 1969) es un dibujante de cómic italiano.

## Biografía
Estudió en la "Scuola del Fumetto" de Milán. Comenzó a desempeñarse como ilustrador para algunos fabricantes de juegos de rol. Como dibujante, debutó ilustrando una breve historia de Gordon Link, de la editorial Dardo, y tres álbumes de Demon Hunter, de la Xenia. Realizó graficamente los personajes de la serie Iron Hart, de la que dibujó seis números. En 1996 ilustró la miniserie editada por la "Scuola del Fumetto" milanesa Pulp Stories, escria por Diego Cajelli. El año siguiente dibujó dos recopliaciones de cuentos de fantasmas de Edgar Allan Poe y Henry James, editados por Xenia.
En 1997, ilustró una miniserie para la revista Skorpio, titulada Piombo, ambientada en una Nápoles del futuro. Posteriormente empezó a colaborar con la editorial Bonelli, ilustrando Dampyr, además de dibujar historias breves de Dylan Dog y Tex y un álbum de la colección Le Storie. Para el mercado norteamericano trabajó como dibujante principal de la serie House of Mystery, publicada por DC Vertigo.